# 中荒井站
中荒井站（日语：／ Naka-Arai eki */?）是位於福島縣南會津郡南會津町中荒井字長畔534番1號，會津鐵道的會津線車站。

## 歷史
- 1947年（昭和22年）12月12日 - 國有鐵道車站啟用[1]。
- 1987年（昭和62年）
  - 4月1日 - 伴隨國鐵分割民營化，車站由東日本旅客鐵道（JR東日本）營運。
  - 7月16日 - 會津線旅客業務由會津鐵道接管，成為會津鐵道線車站。

## 車站構造
此站是地面車站，設有1面1線的單式月台。此站是無人車站。
車站大樓是一座木風屋建築物。在站名牌上標記了「名僧如活之庵」。

## 使用狀況
在2015年度的1日平起乘車人次為11人。
| 乘車人員變化 | 乘車人員變化 |
| 年度         | 1日平均人次  |
| ------------ | ------------ |
| 2000         | 30           |
| 2001         | 27           |
| 2002         | 27           |
| 2003         | 27           |
| 2004         | 27           |
| 2005         | 25           |
| 2006         | 22           |
| 2007         | 22           |
| 2008         | 16           |
| 2009         | 8            |
| 2010         | 5            |
| 2011         | 5            |
| 2012         | 8            |
| 2013         | 5            |
| 2014         | 8            |
| 2015         | 11           |

## 車站周邊
- 國道121號（日语：国道121号）
- 阿賀川

## 巴士路線
- 會津巴士（日语：会津乗合自動車）
  - 會津田島站 - 中荒井站 - 會津高原尾瀨口站 - 高杖滑雪場 - 湯之花 - 檜枝岐 - 尾瀨沼山峠

## 相鄰車站
會津鐵道
■會津線
- ■特急「Revaty會津」部分停車站（只有前往淺草的1班）

□快速「AIZU山特快」（只有5、6號停站）、■普通
會津田島－中荒井－會津荒海

## 注腳
1. 1 2  「運輸省告示第315号」『官報』1947年12月11日（國立國會圖書館數碼化收藏）
2. ↑  第131回福島県統計年鑑 （页面存档备份，存于）（日語）

## 外部連結
- 中荒井站 （页面存档备份，存于）（日語）